# Parafia Matki Bożej Różańcowej w Woli Dalszej
Parafia Matki Bożej Różańcowej w Woli Dalszej – parafia rzymskokatolicka, znajdująca się w archidiecezji przemyskiej, w dekanacie Łańcut II. 

## Historia
W 1983 roku w Woli Dalszej zaadaptowano wiejski pałac sportowy na kościół parafialny, który bp Ignacy Tokarczuk poświęcił. 
W 1983 roku została erygowana parafia, z wydzielonego terytorium parafii w Dąbrówkach.
Na terenie parafii jest 1 500 wiernych.
Proboszczami parafii byli: ks. Kazimierz Gancarz (od 1983), ks. Jan Turczyn, ks. Marian Cieliczka (do 2004).